# Грађанска кућа у улици Караџићевој 1 у Зајечару
Грађанска кућа у улици Караџићевој 1 у Зајечару налази се у Зајечару. Уписана је у листу заштићених споменика културе Републике Србије од 1985 године (ИД бр. СК 1000). 

## Карактеристике
Кућа је подигнута почетком 20. века. Споља је очувана аутентична фасадна пластика и декорација у духу еклектичког ренесанса у комбинацији са примесама позног класицизма. На истоку фасаде су складно обликовани коринтски пиластри. Простор између средишњег везаног анекса ограничава плато са прилазном терасом и симетричним прилозима степеништем. Прилаз тераси украшен је свећњацима. Улазна врата занатски су урађена у дрвету са украсним звекирима у виду лављих глава. Ентеријер куће одликује се просторијама и салонима са плафонском декорацијом у малтеру и розетама у гипсу, а у неким просторијама налазе се камини.